# Skalpel, prosím
Skalpel, prosím je československé psychologické filmové drama režiséra Jiřího Svobody z roku 1985. Hlavní postavy ztvárnili Miroslav Macháček, Jana Brejchová, Radoslav Brzobohatý a Barbara Brylská. Film vznikl na motivy stejnojmenné knihy (vydané 1981) české neuroložky a spisovatelky, profesorky Valji Stýblové.
Předlohou hlavního hrdiny se stal zakladatel československé a světové neurochirurgie profesor Zdeněk Kunc.
Film se účastnil hlavní soutěže 14. ročníku Mezinárodního filmového festivalu v Moskvě. Československou kinematografii také reprezentoval v roce 1985 na 58. ročníku Oscarů, kde nepostoupil do finálového výběru.

## Děj
Snímek vypráví o těžkém rozhodování zkušeného lékaře, profesora neurochirurgie (Miroslav Macháček), který stojí před volbou operovat či neoperovat malého pacienta Uzlíka. Dějem se prolíná několik časových rovin, ve kterých divák odkrývá profesorovu minulost, pracovní prostředí, chod kliniky, stejně jako rodinné zázemí. To vše v perspektivě nutnosti učinit těžké rozhodnutí.
Součástí týmu je docent Krtek (Radoslav Brzobohatý), docent Ruml (František Řehák), doktor Růžička (Václav Mareš), mladý doktor Zelený (Daniel Krcho) i ambiciózní lékařka Volejníková (Barbara Brylská), která nemá k tomuto oboru vhodné vlohy. Profesorovou oporou je jeho manželka, neuroložka Jitka (Jana Brejchová), která pracuje ve stejném nemocničním zařízení a jejich syn Ondra (Ondřej Pavelka). Na kliniku dochází malý chlapec Vítek Kozel (Jakub Zdeněk) přezdívaný Uzlík s dědou lesníkem, jehož příjmení zní Uzel (Štefan Mišovic). Chlapci byl diagnostikován nádor výstelky mozkových komor – ependymom III. typu, jehož zrádnost spočívá v uložení. Nachází se velmi blízko životně důležitých center dýchání, srdeční činnosti aj. v prodloužené míše. Z tohoto důvodu je riziko operace příliš vysoké. Jakýkoli zásah do těchto struktur by mohl přivodit selhání základních životních funkcí.
Mezitím se odvíjí další dějové linky, kdy umírá mladá dcera docenta Krtka na leukemii, ve chvíli přípravy na přijímací řízení ke studiu medicíny. Další postavou je bývalý profesorův kamarád ze studií Mikeš (Radovan Lukavský), jenž dříve chodil s Jitkou. Ten je na klinice hospitalizován pro operační výkon a vede s hlavním hrdinou retrospektivní dialogy. Ve filmu je také naznačen komunistický primát tehdejší společnosti v povýšeném chování straníka.
Nakonec se profesor s týmem rozhoduje pro Uzlíkovu operaci, která po náročném průběhu končí úspěšným vyjmutím mozkového nádoru.

## Obsazení
| Miroslav Macháček   | profesor    |
| Jana Brejchová      | Jitka       |
| Barbara Brylská     | Volejníková |
| Radoslav Brzobohatý | Krtek       |
| Štefan Mišovic      | Uzel        |
| Emma Černá          | Hladká      |
| Jana Krausová       | Helena      |
| Daniel Krcho        | Zelený      |
| Radovan Lukavský    | Mikeš       |
| Věra Galatíková     | Bůžková     |
| Ondřej Pavelka      | Ondra       |
| František Řehák     | Ruml        |
| Václav Mareš        | Růžička     |
| Jakub Zdeněk        | Uzlík       |
| Eva Hudečková       | lékařka     |